# Dieudonné Cédor
Dieudonné Cédor est un peintre haïtien et graveur né le 8 mars 1925 à l'Anse-à-Veau et mort à Carrefour le 27 septembre 2010.

## Biographie
Après des études au collège Beaubrun Ardouin, Dieudonné Cédor devient ébéniste, mais semble davantage intéressé par l'art. Il entre au Centre d'art de Port-au-Prince en décembre 1947 et travaille sous la supervision de Rigaud Benoit, qui lui enseigne les principes élémentaires de l'art. Il siège également au comité d'administration du Centre, à la fois en tant que professeur et membre du conseil d'administration.
En 1950, à la suite d'un désaccord, un groupe d'artistes dirigé par René Exumé, Lucien Price, Max Pinchinat et Dieudonné Cédor, quitte le Centre d'Art pour fonder le Foyer des Arts Plastiques. En 1956, en compagnie d'artistes tels que Luckner Lazard et Roland Dorcely, il fonde la Galerie Brochette, où il reste jusqu'en 1962. En 1957, il est nommé directeur du musée des Beaux-Arts de Port-au-Prince. Il démissionne à peine 24 heures après avoir accepté le poste. De 1969 à 1976, il travaille à la Galerie Nader à Port-au-Prince.
Dieudonné Cédor a également été professeur à l'École Nationale des Arts de Port-au-Prince. Il est décédé le 27 septembre 2010, à l'âge de 85 ans.

## Œuvres et distinctions
Les tableaux de Dieudonné Cédor ont été exposés dans de nombreux pays, notamment le Guatemala (1951), le Mexique (1952), l'Allemagne, la Belgique, les Pays-Bas (1968), les États-Unis (1969), le Venezuela, la Colombie, et le Panama. Il y avait une exposition permanente de son travail au musée d'Art haïtien du collège Saint-Pierre, à Port-au-Prince.
Il a obtenu un prix de l'exposition du département du Travail à Haïti en 1953. En 1957, il s'est mérité le grand prix du Travail (Office du tourisme) à Haïti.
En 1967, il a réalisé une fresque à l'aéroport international de Port-au-Prince.